# Agnelo Rufino Gracias
Agnelo Rufino Gracias (Mombasa, 30 de julho de 1939) é um clérigo indiano e bispo auxiliar emérito em Bombaim.
Agnelo Rufino Gracias foi ordenado sacerdote em 21 de dezembro de 1962.
Em 13 de março de 2001, o Papa João Paulo II o nomeou Bispo Auxiliar de Bombaim e Bispo Titular de Molicunza. O arcebispo de Bombaim, o cardeal Ivan Dias, o consagrou bispo em 21 de abril do mesmo ano; Os co-consagradores foram cardeal Simon Ignatius Pimenta, Arcebispo emérito de Bombaim, e Lorenzo Baldisseri, Núncio apostólico na Índia e Nepal.
O Papa Francisco aceitou sua aposentadoria em 30 de julho de 2014.
Em 21 de setembro de 2018, foi nomeado Administrador Apostólico sede plena da Diocese de Jalandhar. A jurisdição do bispo diocesano Franco Mulakkal está suspensa desde então.